# Черненко Василь Іванович (Герой Радянського Союзу)
Василь Іванович Черненко (1 січня 1921 — 25 квітня 2017) — радянський військовий льотчик, Герой Радянського Союзу (1944). Генерал-майор.

## Біографія
Народився 1 січня 1921 року в селі Александрівка (нині у Азовському район Ростовської області РФ) у селянській родині. Освіта середня, працював монтером на Ростовському центральному телеграфі. Закінчив аероклуб.
З листопада 1939 року у Військово-морському флоті СРСР. В 1941 році закінчив Єйське військово-морське авіаційне училище.
На фронтах німецько-радянської війни з 1941 року. Командир ланки 3-го гвардійського винищувального авіаційного полку (1-ша гвардійська винищувальна авіаційна дивізія ВПС Балтійського флоту) гвардії старший лейтенант В. І. Черненко до червня 1944 року здійснив 235 бойових вильотів. У 37 повітряних боях особисто збив 12 і в групі 8 літаків противника.
Після війни продовжував служибу у ВПС СРСР. В 1956 році закінчив Військово-повітряну академію та у 1963 році — Військову академію Генштабу.
З 1983 року генерал-майор Черненко у запасі. Жив і працював у Москві.

## Звання та нагороди
19 серпня 1944 року В. І. Черненку присвоєно звання Героя Радянського Союзу.
Також нагороджений:
- орденом Леніна
- 3-ма орденами Червоного Прапора.
- 2-ма орденамм Вітчизняної війни І ступеня
- 2-ма орденами Червоної Зірки
- орденом «За службу Батьківщині у Збройних силах СРСР III ступеня»
- медалями